# Caterina Fake
Caterina Fake es una empresaria y emprendedora, cofundadora de los sitios web Flickr y Hunch. 

## Infancia y educación
Fake nació en Pittsburgh, de padre estadounidense y de madre filipina naturalizada estadounidense. Cuando era niña, no se le permitía ver televisión, y sus pasatiempos incluían leer poesía y tocar música clásica.

## Carrera
En 1997, trabajó administrando los foros comunitarios de Netscape.
En el verano de 2002, cofundó Ludicorp en Vancouver con Stewart Butterfield y Jason Classon.  La compañía desarrolló un juego de rol masivo en línea multijugador llamado Game Neverending. El juego no se lanzó, pero Fake y Butterfield comenzaron un nuevo producto llamado Flickr que se convirtió en uno de los sitios web para compartir fotos más populares del mundo. Flickr fue adquirida por Yahoo! en 2005, y se convirtió en parte de la vanguardia de los llamados sitios Web 2.0, integrando características tales como redes sociales, API abiertas de comunidad, etiquetado y algoritmos que surgieron en el contenido más popular. Después de la adquisición, Fake tomó un trabajo en Yahoo!, donde dirigió el grupo de Desarrollo de Tecnología conocido como programa Hack Yahoo! y para Brickhouse, un entorno de rápido desarrollo para nuevos productos. Fake renunció a Yahoo el 13 de junio de 2008.
En 2009, Fake cofundó el sitio web Hunch con el empresario Chris Dixon. Hunch fue adquirida por eBay por un total de $ 80 millones en noviembre de 2011, eBay cerró en marzo de 2014. 
La empresa más reciente de Fake es Findery, originalmente llamada Pinwheel, y lanzada en una versión beta limitada en febrero de 2012. Se cambió su nombre a Findery en julio de 2012.  La compañía tiene su sede en San Francisco.

## Vida personal
Fake se casó con Stewart Butterfield, su compañero en la fundación de Flickr, desde 2001 hasta 2007. Tuvieron una hija en 2007. A partir de 2015, Fake está en una relación con el cofundador de Jaiku, Jyri Engeström, y la pareja tiene tres.